# Saint-Michel (Hérault)
Pour les articles homonymes, voir Saint-Michel.
Saint-Michel, également appelée Saint-Michel-d'Alajou (en occitan Sant Miquèl) est une commune française située dans le nord du département de l'Hérault en région Occitanie.
Exposée à un climat de montagne, aucun cours d'eau permanent n'est répertorié sur la commune. La commune possède un patrimoine naturel remarquable : un site Natura 2000 (le « causse du Larzac ») et deux zones naturelles d'intérêt écologique, faunistique et floristique.
Ses habitants sont appelés les Saint-Michelains.
Saint-Michel est une commune rurale qui compte 60 habitants en 2022, après avoir connu un pic de population de 368 habitants en 1831. Elle fait partie de l'aire d'attraction de Lodève.

## Géographie

### Communes limitrophes

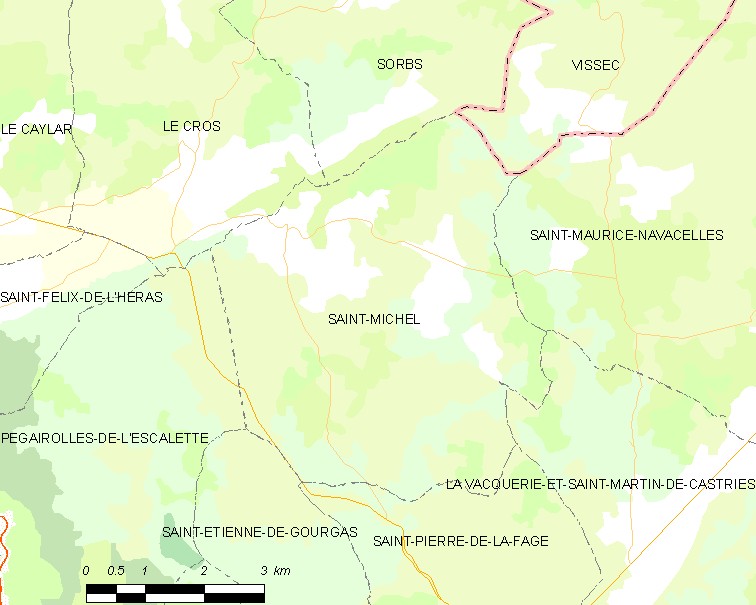
Carte de localisation

| Le Cros                    | Sorbs                   | Vissec (Gard)                            |
| Pégairolles-de-l'Escalette | Saint-Michel            | Saint-Maurice-Navacelles                 |
| Saint-Étienne-de-Gourgas   | Saint-Pierre-de-la-Fage | La Vacquerie-et-Saint-Martin-de-Castries |

### Climat
Pour des articles plus généraux, voir Climat de l'Occitanie et Climat de l'Hérault.
En 2010, le climat de la commune est de type climat des marges montargnardes, selon une étude s'appuyant sur une série de données couvrant la période 1971-2000. En 2020, Météo-France publie une typologie des climats de la France métropolitaine dans laquelle la commune est exposée à un climat méditerranéen et est dans la région climatique  Provence, Languedoc-Roussillon, caractérisée par une pluviométrie faible en été, un très bon ensoleillement (2 600 h/an), un été chaud (21,5 °C), un air très sec en été, sec en toutes saisons, des vents forts (fréquence de 40 à 50 % de vents > 5 m/s) et peu de brouillards.
Pour la période 1971-2000, la température annuelle moyenne est de 9,6 °C, avec une amplitude thermique annuelle de 15,4 °C. Le cumul annuel moyen de précipitations est de 1 020 mm, avec 10 jours de précipitations en janvier et 4,6 jours en juillet. Pour la période 1991-2020, la température moyenne annuelle observée sur la station météorologique la plus proche, située sur la commune du Caylar à 5 km à vol d'oiseau, est de 10,7 °C et le cumul annuel moyen de précipitations est de 1 161,1 mm,. Pour l'avenir, les paramètres climatiques de la commune estimés pour 2050 selon différents scénarios d'émission de gaz à effet de serre sont consultables sur un site dédié publié par Météo-France en novembre 2022.

### Milieux naturels et biodiversité

#### Réseau Natura 2000

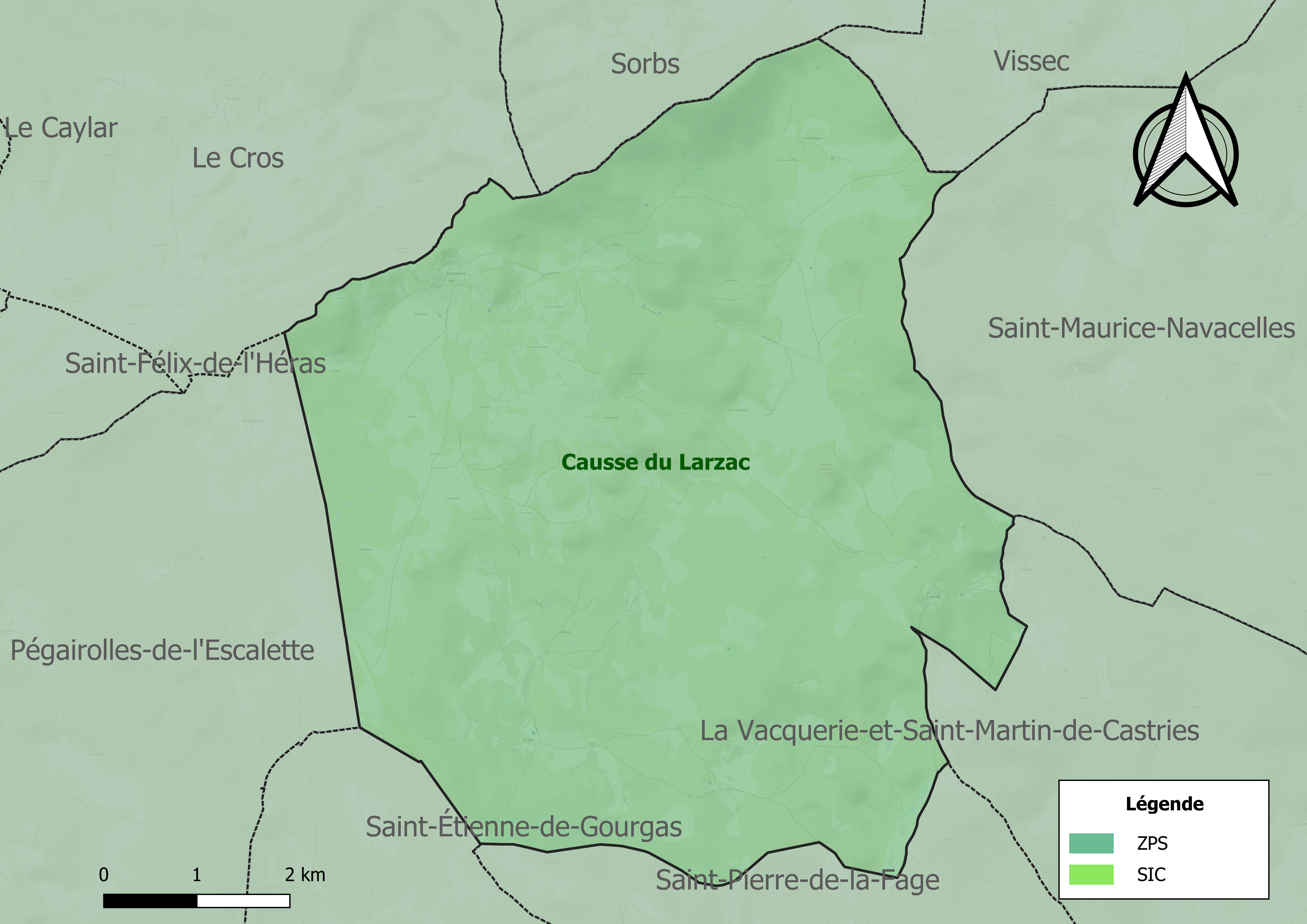
Sites Natura 2000 sur le territoire communal.

Le réseau Natura 2000 est un réseau écologique européen de sites naturels d'intérêt écologique élaboré à partir des directives habitats et oiseaux, constitué de zones spéciales de conservation (ZSC) et de zones de protection spéciale (ZPS).
Un site Natura 2000 est défini sur la commune tant au titre de la directive oiseaux, que de la directive habitats, le « causse du Larzac ». D'une superficie de 29 556 ha, il fait partie des causses méridionaux, un ensemble régional original unique en Europe. Il est le plus grand ensemble de formations herbeuses sèches semi-naturelles en France et abrite un grand nombre d’espèces endémiques. Ce site abrite 17 espèces d'oiseaux d'intérêt communautaire pour la plupart liées pour leur reproduction et/ou leur alimentation aux milieux ouverts (dont le Bruant ortolan, le Pipit rousseline, l'Alouette lulu, la Pie-grièche écorcheur, etc. en effectifs bien représentées par rapport à la moyenne nationale),.

#### Zones naturelles d'intérêt écologique, faunistique et floristique
L’inventaire des zones naturelles d'intérêt écologique, faunistique et floristique (ZNIEFF) a pour objectif de réaliser une couverture des zones les plus intéressantes sur le plan écologique, essentiellement dans la perspective d’améliorer la connaissance du patrimoine naturel national et de fournir aux différents décideurs un outil d’aide à la prise en compte de l’environnement dans l’aménagement du territoire.
Une ZNIEFF de type 1 est recensée sur la commune :
les « puechs Tudès et Buisson et serre Pelé » (394 ha), couvrant 4 communes dont une dans le Gard et trois dans l'Hérault et une ZNIEFF de type 2, : 
le « causse et contreforts du Larzac et montagne de la Séranne » (44 035 ha), couvrant 33 communes dont une dans l'Aveyron, deux dans le Gard et 30 dans l'Hérault.

Carte des ZNIEFF de type 1 et 2 à Saint-Michel.
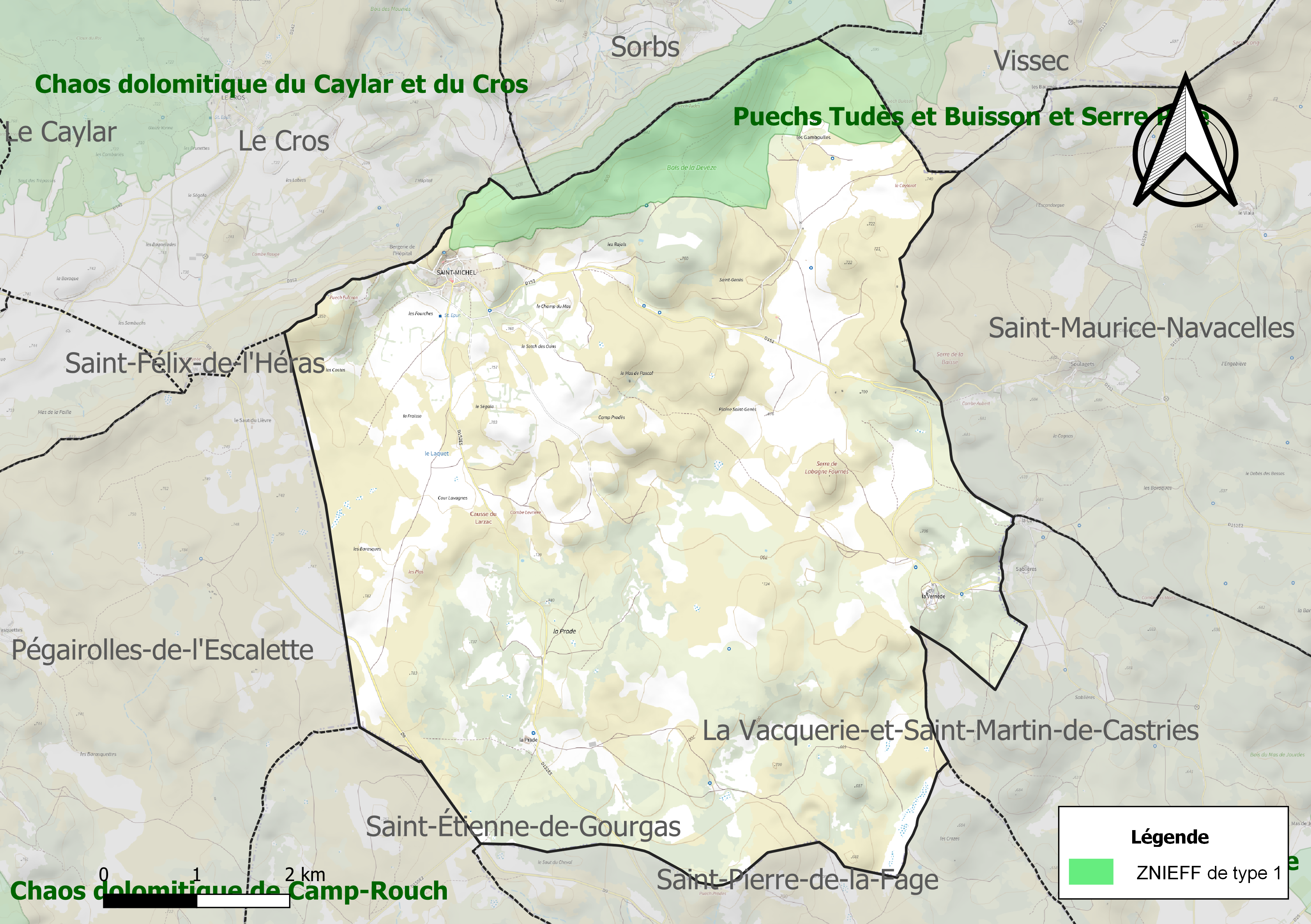
Carte de la ZNIEFF de type 1 sur la commune.
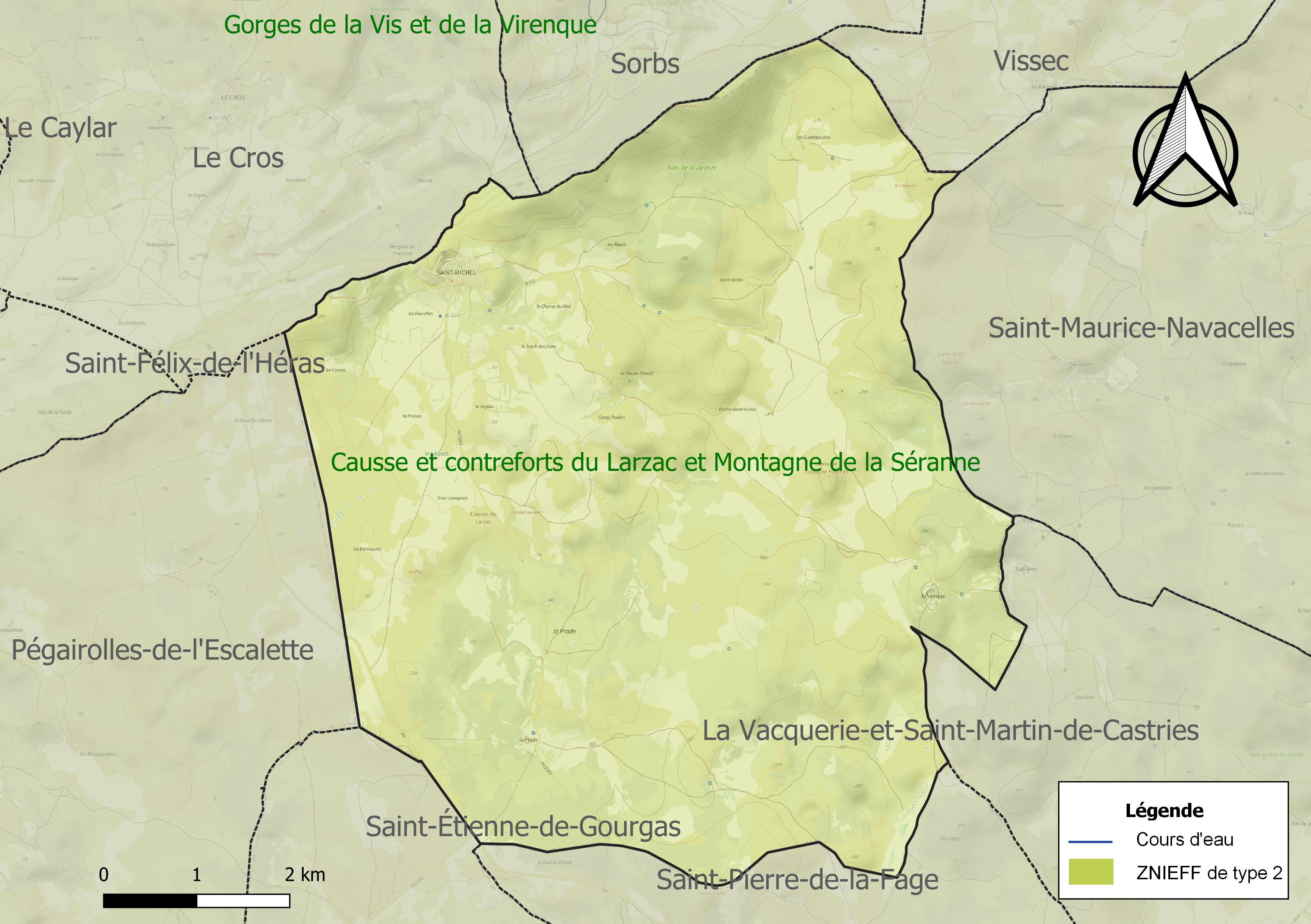
Carte de la ZNIEFF de type 2 sur la commune.

## Urbanisme

### Typologie
Au 1er janvier 2024, Saint-Michel est catégorisée commune rurale à habitat très dispersé, selon la nouvelle grille communale de densité à sept niveaux définie par l'Insee en 2022.
Elle est située hors unité urbaine. Par ailleurs la commune fait partie de l'aire d'attraction de Lodève, dont elle est une commune de la couronne,. Cette aire, qui regroupe 19 communes, est catégorisée dans les aires de moins de 50 000 habitants,.

### Occupation des sols
L'occupation des sols de la commune, telle qu'elle ressort de la base de données européenne d’occupation biophysique des sols Corine Land Cover (CLC), est marquée par l'importance des forêts et milieux semi-naturels (83,5 % en 2018), en diminution par rapport à 1990 (85,6 %). La répartition détaillée en 2018 est la suivante : 
milieux à végétation arbustive et/ou herbacée (73,9 %), prairies (15,1 %), forêts (9,6 %), zones agricoles hétérogènes (1,4 %). L'évolution de l’occupation des sols de la commune et de ses infrastructures peut être observée sur les différentes représentations cartographiques du territoire : la carte de Cassini (XVIIIe siècle), la carte d'état-major (1820-1866) et les cartes ou photos aériennes de l'IGN pour la période actuelle (1950 à aujourd'hui).

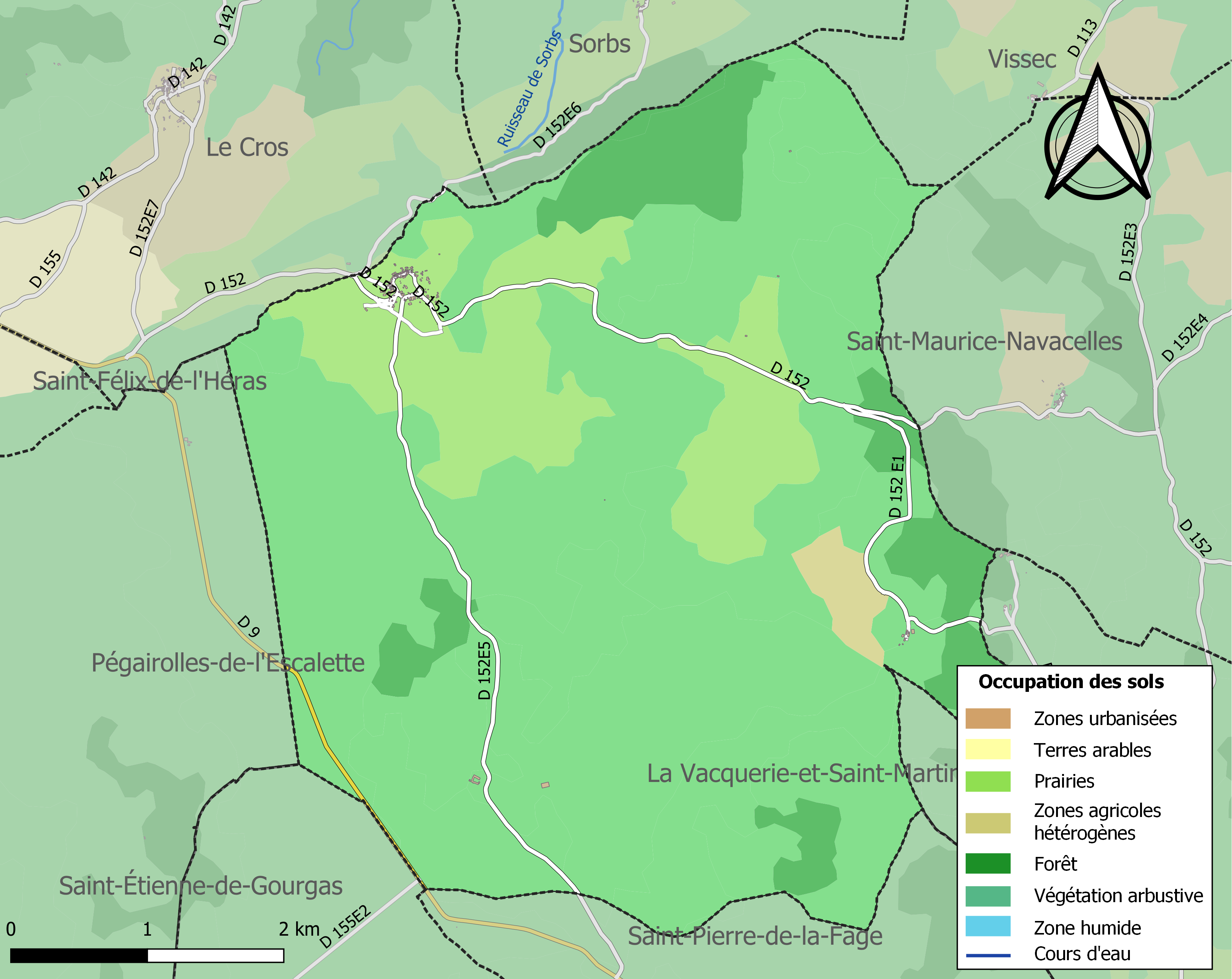
Carte des infrastructures et de l'occupation des sols de la commune en 2018 (CLC).

### Risques majeurs
Le territoire de la commune de Saint-Michel est vulnérable à différents aléas naturels : météorologiques (tempête, orage, neige, grand froid, canicule ou sécheresse) et séisme (sismicité très faible). Un site publié par le BRGM permet d'évaluer simplement et rapidement les risques d'un bien localisé soit par son adresse soit par le numéro de sa parcelle.
Saint-Michel est exposée au risque de feu de forêt du fait de la présence sur son territoire. Un plan départemental de protection des forêts contre les incendies (PDPFCI) a été approuvé en juin 2013 et court jusqu'en 2022, où il doit être renouvelé. Les mesures individuelles de prévention contre les incendies sont précisées par deux arrêtés préfectoraux et s’appliquent dans les zones exposées aux incendies de forêt et à moins de 200 mètres de celles-ci. L’arrêté du 25 avril 2002 réglemente l'emploi du feu en interdisant notamment d’apporter du feu, de fumer et de jeter des mégots de cigarette dans les espaces sensibles et sur les voies qui les traversent sous peine de sanctions. L'arrêté du 11 mars 2013 rend le débroussaillement obligatoire, incombant au propriétaire ou ayant droit,.

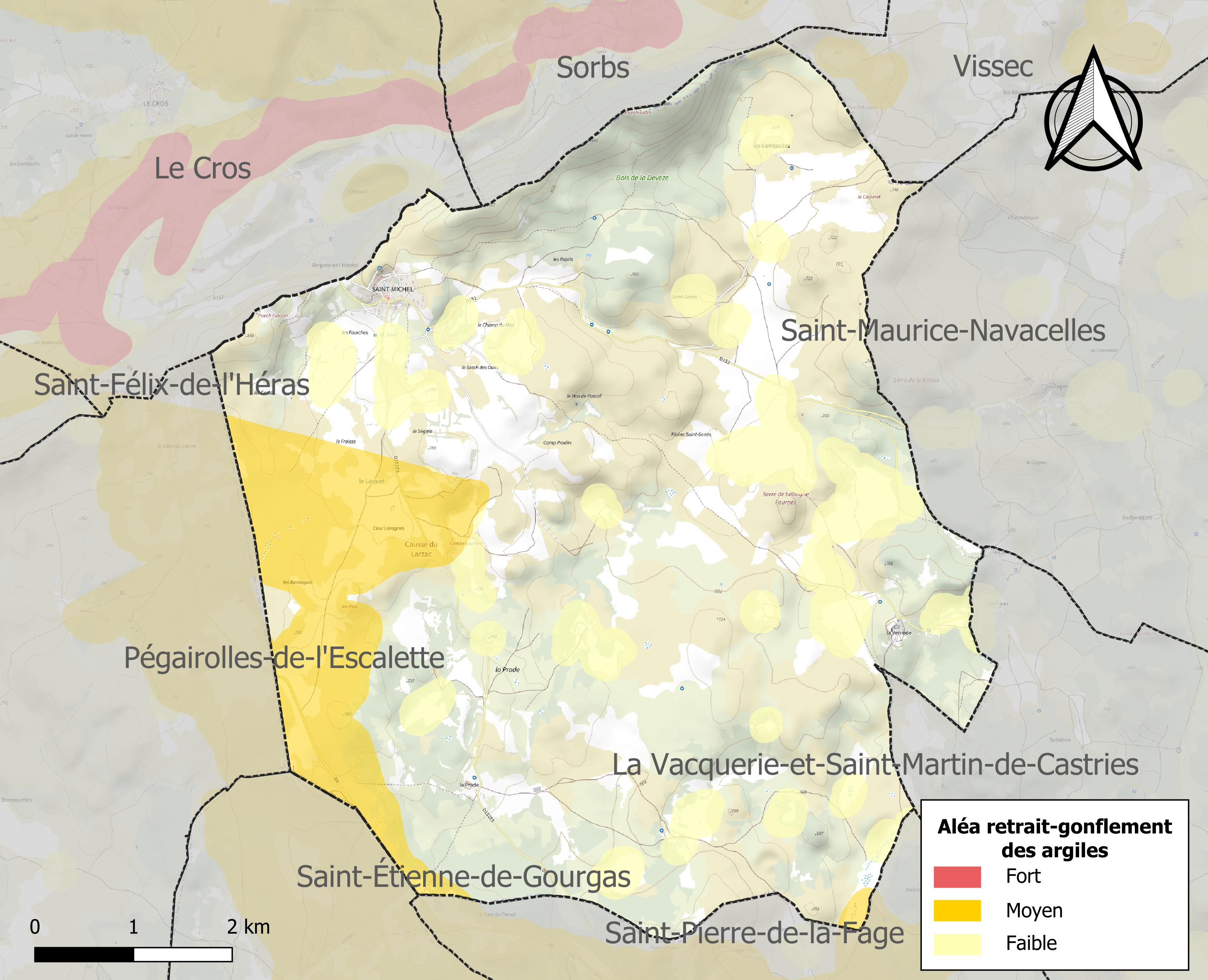
Carte des zones d'aléa retrait-gonflement des sols argileux de Saint-Michel.

Le retrait-gonflement des sols argileux est susceptible d'engendrer des dommages importants aux bâtiments en cas d’alternance de périodes de sécheresse et de pluie. 11,2 % de la superficie communale est en aléa moyen ou fort (59,3 % au niveau départemental et 48,5 % au niveau national). Sur les 66 bâtiments dénombrés sur la commune en 2019, 0 sont en aléa moyen ou fort, soit 0 %, à comparer aux 85 % au niveau départemental et 54 % au niveau national. Une cartographie de l'exposition du territoire national au retrait gonflement des sols argileux est disponible sur le site du BRGM,.
Par ailleurs, afin de mieux appréhender le risque d’affaissement de terrain, l'inventaire national des cavités souterraines permet de localiser celles situées sur la commune.
La commune a été reconnue en état de catastrophe naturelle au titre des dommages causés par les inondations et coulées de boue survenues en 1982 et 2014.

## Histoire

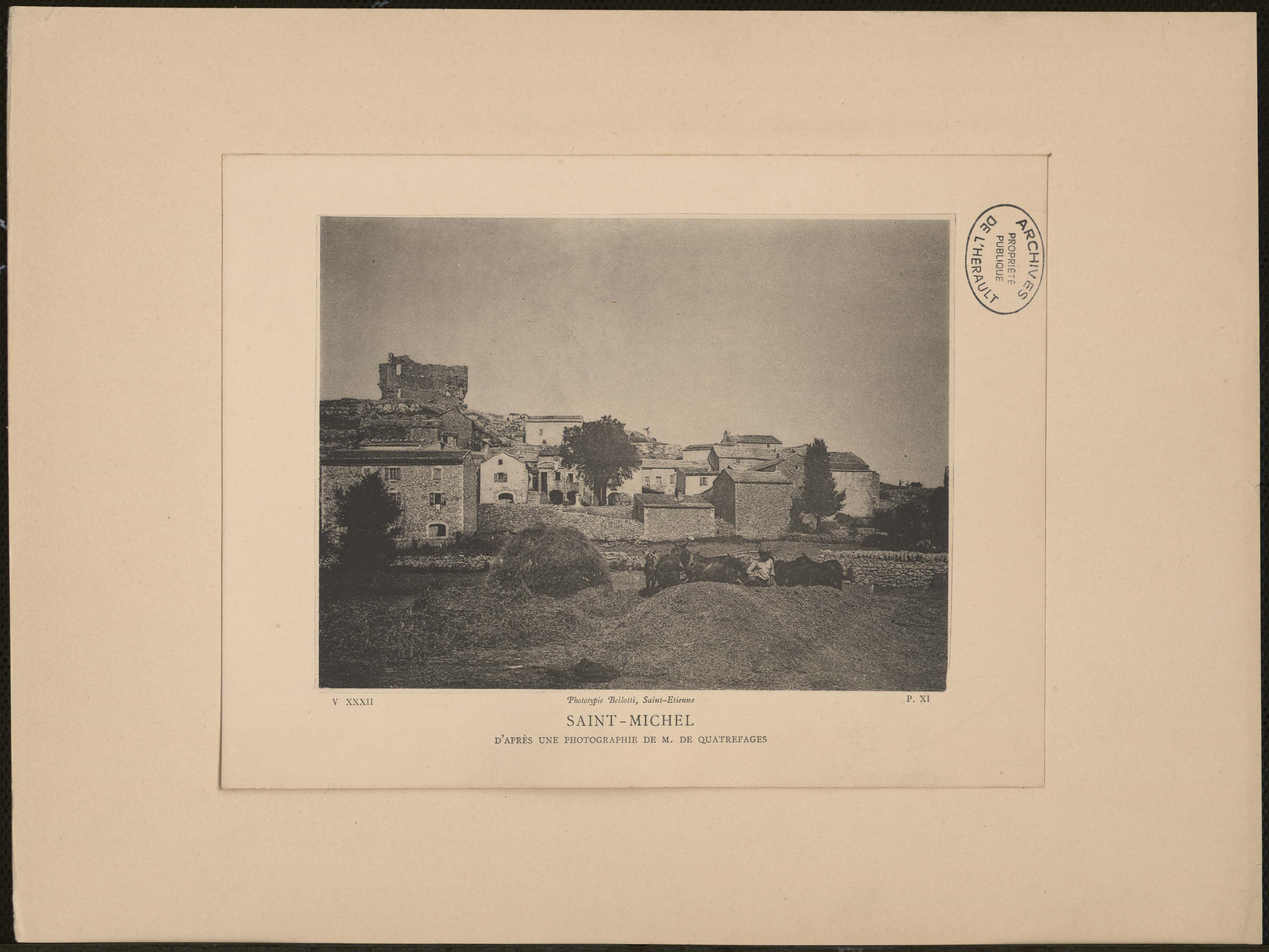
Vue générale du village (1895).

## Politique et administration
| Période   | Période   | Identité        | Étiquette | Qualité       |
| --------- | --------- | --------------- | --------- | ------------- |
| 1935      | 1983      | Elie Bénézeth   |           |               |
| 1983      | 1995      | André Trinquier |           |               |
| 1995      | mars 2001 | Robert Curan    |           |               |
| mars 2001 | mai 2020  | Jacques Pradel  | SE        | Fonctionnaire |
| mai 2020  | En cours  | Sophie Pradel   |           | Agricultrice  |

## Démographie
L'évolution du nombre d'habitants est connue à travers les recensements de la population effectués dans la commune depuis 1793. Pour les communes de moins de 10 000 habitants, une enquête de recensement portant sur toute la population est réalisée tous les cinq ans, les populations de référence des années intermédiaires étant quant à elles estimées par interpolation ou extrapolation. Pour la commune, le premier recensement exhaustif entrant dans le cadre du nouveau dispositif a été réalisé en 2004.

En 2022, la commune comptait 60 habitants, en évolution de +36,36 % par rapport à 2016 (Hérault : +7,49 %, France hors Mayotte : +2,11 %).
| 1793 | 1800 | 1806 | 1821 | 1831 | 1836 | 1841 | 1846 | 1851 |
| ---- | ---- | ---- | ---- | ---- | ---- | ---- | ---- | ---- |
| 255  | 260  | 252  | 340  | 368  | 367  | 302  | 303  | 289  |

| 1856 | 1861 | 1866 | 1872 | 1876 | 1881 | 1886 | 1891 | 1896 |
| ---- | ---- | ---- | ---- | ---- | ---- | ---- | ---- | ---- |
| 270  | 267  | 259  | 260  | 242  | 251  | 233  | 221  | 205  |

| 1901 | 1906 | 1911 | 1921 | 1926 | 1931 | 1936 | 1946 | 1954 |
| ---- | ---- | ---- | ---- | ---- | ---- | ---- | ---- | ---- |
| 191  | 192  | 181  | 154  | 153  | 125  | 126  | 114  | 90   |

| 1962 | 1968 | 1975 | 1982 | 1990 | 1999 | 2004 | 2006 | 2009 |
| ---- | ---- | ---- | ---- | ---- | ---- | ---- | ---- | ---- |
| 86   | 72   | 50   | 43   | 35   | 44   | 58   | 60   | 54   |

| 2014 | 2019 | 2022 | - | - | - | - | - | - |
| ---- | ---- | ---- | - | - | - | - | - | - |
| 46   | 55   | 60   | - | - | - | - | - | - |

## Économie

### Emploi
|                | 2008   | 2013   | 2018   |
| -------------- | ------ | ------ | ------ |
| Commune        | 8,3 %  | 7,1 %  | 13,9 % |
| Département    | 10,1 % | 11,9 % | 12 %   |
| France entière | 8,3 %  | 10 %   | 10 %   |

En 2018, la population âgée de 15 à 64 ans s'élève à 33 personnes, parmi lesquelles on compte 80,6 % d'actifs (66,7 % ayant un emploi et 13,9 % de chômeurs) et 19,4 % d'inactifs,. En  2018, le taux de chômage communal (au sens du recensement) des 15-64 ans est supérieur à celui de la France et du département, alors qu'il était inférieur à celui du département en 2008.
La commune fait partie de la couronne de l'aire d'attraction de Lodève, du fait qu'au moins 15 % des actifs travaillent dans le pôle,. Elle compte 10 emplois en 2018, contre 12 en 2013 et 9 en 2008. Le nombre d'actifs ayant un emploi résidant dans la commune est de 22, soit un indicateur de concentration d'emploi de 47,1 % et un taux d'activité parmi les 15 ans ou plus de 58 %.
Sur ces 22 actifs de 15 ans ou plus ayant un emploi, 6 travaillent dans la commune, soit 29 % des habitants. Pour se rendre au travail, 79,2 % des habitants utilisent un véhicule personnel ou de fonction à quatre roues, 12,5 % s'y rendent en deux-roues, à vélo ou à pied et 8,3 % n'ont pas besoin de transport (travail au domicile).

### Activités hors agriculture
7 établissements sont implantés  à Saint-Michel au 31 décembre 2019.
Le secteur des autres activités de services est prépondérant sur la commune puisqu'il représente 28,6 % du nombre total d'établissements de la commune (2 sur les 7 entreprises implantées  à Saint-Michel), contre 8,1 % au niveau départemental.

### Agriculture
|               | 1988  | 2000  | 2010  | 2020  |
| ------------- | ----- | ----- | ----- | ----- |
| Exploitations | 8     | 8     | 5     | 5     |
| SAU (ha)      | 1 038 | 2 236 | 2 419 | 2 015 |

La commune est dans le Causses du Larzac, une petite région agricole occupant  une partie du nord du département de l'Hérault. En 2020, l'orientation technico-économique de l'agriculture  sur la commune est l'élevage d'ovins ou de caprins. Cinq exploitations agricoles ayant leur siège dans la commune sont dénombrées lors du recensement agricole de 2020 (huit en 1988). La superficie agricole utilisée est de 2 015 ha,,.

## Culture locale et patrimoine

### Lieux et monuments

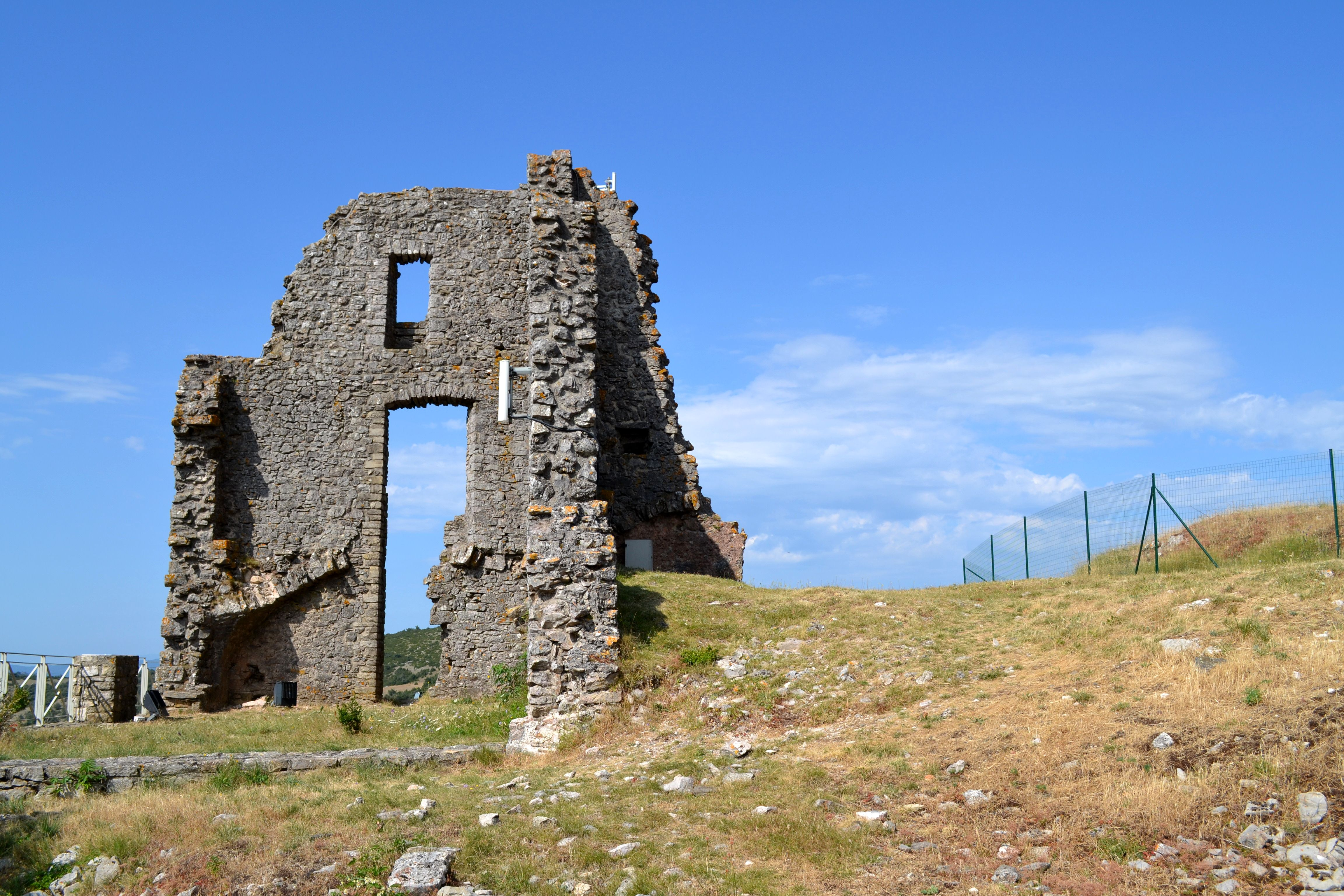
Ruines de l'ancien château.

- Ruines de l'ancien château : des travaux ont été entrepris en 1992 pour les stabiliser ; mentionné dès 1206, il fut pris par l'armée de Philippe-le-Bel[27].
- Église Saint-Michel de Saint-Michel (Hérault) du XVIIe siècle ; elle renferme une cloche datant de 1653, classée MH[28], qui a été fondue par Lonar Bordes.
- Chapelle Saint-Genès de Saint-Genès (Hérault) (1881).

### Personnalités liées à la commune
- William Gould (1913-1980), résistant et compagnon de la libération, est enterré dans la commune.

### Fonds d'archives
- Fonds : Archives communales de Saint-Michel (1597-1871) [0,30 ml].  Cote : 278 EDT. Montpellier : Archives départementales de l'Hérault (présentation en ligne).